# Вытиск, Ян
Ян Вытиск (чеш. Jan Výtisk; 20 июля 1981, Острава, Чехословакия) — чешский хоккеист, защитник. Чемпион мира среди молодёжных команд 2001 года. Сейчас играет за клуб чешской первой лиги «Литомержице».

## Карьера
Ян Вытиск является воспитанником клуба «Витковице».
В составе молодёжной сборной Чехии стал чемпионом мира в 2001 году.
В сезоне 2006/07 провёл 4 матча за сборную Чехии.
В чешской Экстралиге играл за 6 разных клубов.
20 ноября 2011 года сыграл 500-й матч в Экстралиге: это была игра его «Тршинеца» против «Кладно».
В 2016 году стал чемпионом Чехии, выступая за «Либерец».
В том же году вернулся в родной «Витковице», за который отыграл 4 следующих сезона.
С сезона 2020/21 играет в первой лиге за «Литомержице».
24 февраля 2019 года провёл 1000-й матч в Экстралиге, в котором сделал голевую передачу и помог «Витковице» обыграть «Карловы Вары» со счётом 4:2.
Женат, двое дочерей.

## Достижения
Чемпион мира среди молодёжи 2001
 Чемпион Экстралиги 2016
 Серебряный призёр Экстралиги 2002
 Бронзовый призёр Экстралиги 2001, 2004

## Статистика
Обновлено на конец сезона 2020/2021
- Экстралига — 1073 игры, 146 очков (41 шайба + 105 передач)
- Еврокубки — 44 игры, 5 очков (1+4)
- Чешская первая лига — 49 игр, 11 очков (3+8)
- Сборная Чехии — 4 игры
- Всего за карьеру — 1170 игр, 162 очка (45+117)